# Pseudhemithea exomila
Pseudhemithea exomila är en fjärilsart som beskrevs av Louis Beethoven Prout 1917. Pseudhemithea exomila ingår i släktet Pseudhemithea och familjen mätare. Inga underarter finns listade i Catalogue of Life.